# اولو-یالان
اولو-یالان (انگلیسی: Ulu-Yalan) یک شهرک در شهرستان ایلیشفسکی استان باشقیرستان کشور روسیه است.